# 伊那バス松川営業所

伊那バス松川営業所

伊那バス松川営業所（いなバスまつかわえいぎょうしょ）は、長野県下伊那郡松川町にある伊那バスの営業所。2003年まで新井商店街近くに位置したが、その後広域農道沿いの現在地に移転している。

## 松川営業所（高速線担当） 受持区域（定期）
- 中央高速バス（停留所は当該項目参照）
  - 飯田⇔新宿（京王電鉄バス・アルピコ交通諏訪支社・信南交通と共同運行）
  - 飯田⇔立川（京王バス・立川バスと共同運行）

- ベイブリッジ号（伊那バス単独運行。京急観光バスと信南交通は2008年3月15日の運行をもって撤退。現在は予約・発券業務のみ。）
  - 飯田駅前 - 伊賀良 - 上飯田 - 高森 - 松川 - 飯島 - 中央道駒ヶ根IC - 中央道宮田 - 中央道西春近 - 中央道伊那IC - 中央道箕輪 - 中央道辰野 ⇔ 横浜駅東口

- みすずハイウェイバス（停留所一覧は当該項目参照）
  - 飯田・駒ヶ根・伊那⇔長野（川中島バス・信南交通と共同運行）

- 現在は松川営業所内に給油所が設置されていることもあり、信南交通飯田営業所内に置かれた伊那バス飯田車庫に夜間滞泊する車両はない。飯田駅前・飯田商工会館[2]を発着する伊那バスの車両は松川営業所⇔飯田駅前 もしくは、飯田商工会館間を回送で往復している。

## 新宿〜飯田（専用車両） Sクラスシート
- 中央高速バス（停留所は当該項目参照）
  - 飯田⇔新宿（京王電鉄バス・アルピコ交通諏訪支社・信南交通と共同運行）
  - 2011年2月26日よりSクラスシートと称する横3列タイプのワイドピッチシートが中央高速バス・飯田線を運行する伊那バスの定期便車両（松川営業所所属）に4席設定されている。[3]。Sクラスシートには専用のひざ掛けやスリッパ、電源コンセントが装備されており通常運賃プラス1,000円で利用できる。また、Sクラス設定便の伊那バスの車両では、大型鏡付きの洗面台も装備した後部全面トイレを完備している。[4]

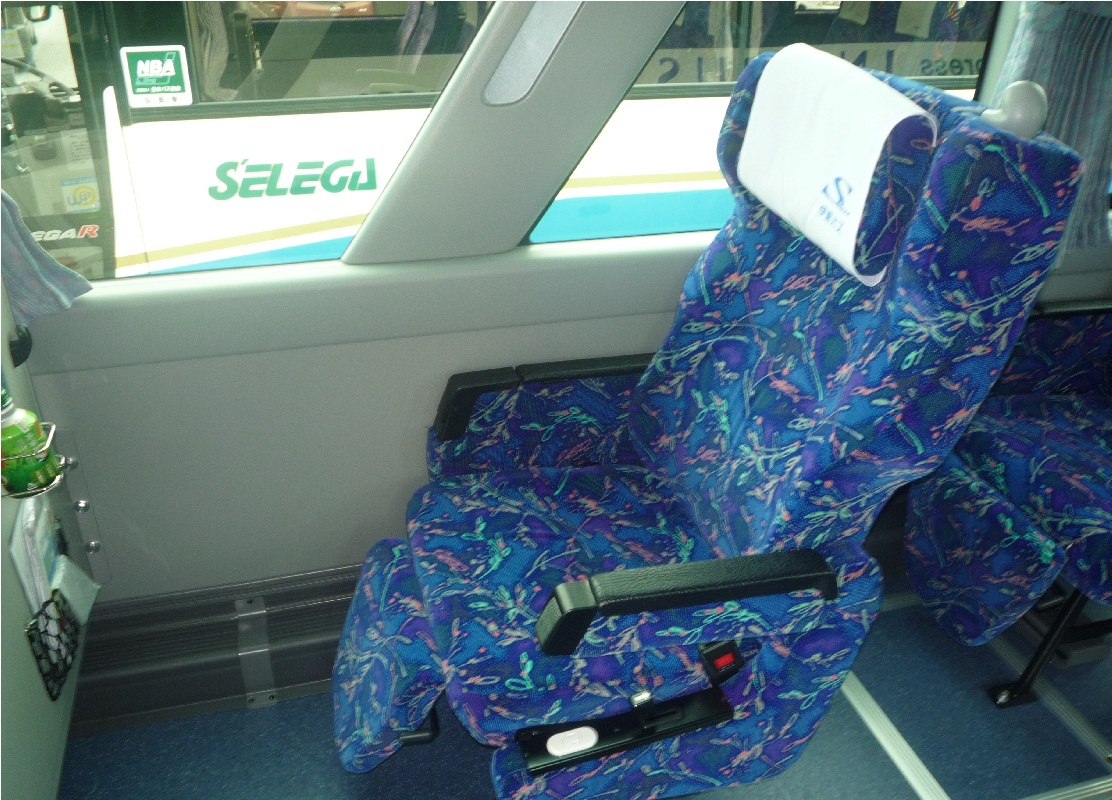
伊那バス 松川営業所 23184号車 LKGセレガ車内 Sクラスシート1C席
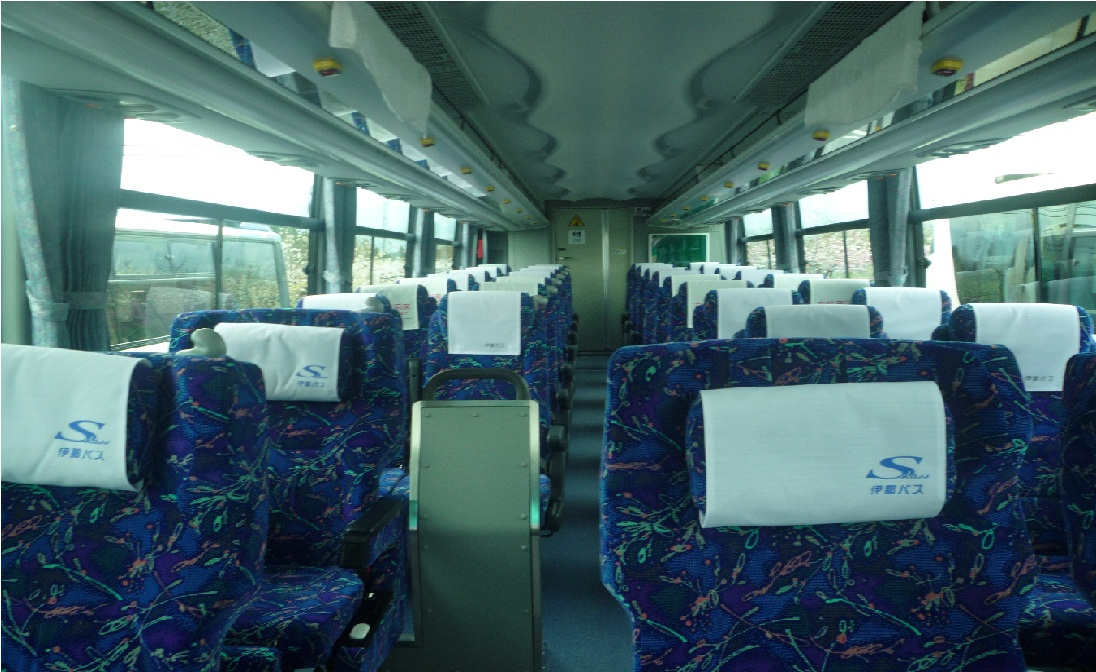
伊那バス 松川営業所 23184号車 LKGセレガ車内 Sクラスシート レギュラーシート

## 松川営業所（高速線担当） 受持区域（続行車） 二台運行便
中央高速バス伊那線 飯田線
バスタ新宿行

## 路線バス
基本的にトップドア車輌を採用しているが、駒ヶ根のロープウェイ線の代替等により、中扉の車輌も使用している。

### 大鹿線
- 松川インター-（下伊那赤十字病院）-大島駅前-松川橋-渡場-小渋ダム-松除橋-落合-鹿塩-中学校前-鹿塩-落合
- 大島駅前-松川橋-渡場-小渋ダム-松除橋-落合-鹿塩-中学校前-鹿塩-落合
- 中学校→鹿塩→落合→大河原→落合→松除橋→小渋ダム→渡場→松川橋→大島駅前

### 南アルプス登山バス 鳥倉線
夏山登山シーズンのみの期間運行
- 松川インター-大島駅前-松川橋-渡場-小渋ダム-松除橋-落合-塩の里-落合-大河原-清水-東山林道入口-夕立神パノラマ公園-鳥ヶ池キャンプ場入口-越路-鳥倉登山口

### 松川町 コミュニティバス(まつかわフルーツバス)
- 生田線
  - 役場前 - 伊那大島駅 - 生田発電所前 - 生田支所前 - 上峠
- 部奈線
  - 役場前 - 伊那大島駅 - 生田発電所前 - 部奈辻 - 大堤
- 大島循環線
- 上片桐循環線
- 上片桐通学便